# Cantón de Los Bosques de Gascuña
El cantón Los Bosques de Gascuña (en francés, Canton des Forêts de Gascogne) es una división administrativa del departamento de Lot y Garona, en el suroeste de Francia. Fue creado durante la reorganización de los cantones franceses que entró en vigor en marzo de 2015. Su sede está en el municipio de Casteljaloux. 

## Lista de las 32 comunas del cantón de Los Bosques de Gascuña
- Allons	47007	CC des Coteaux et Landes de Gascogne	76,33	165 (2020)	2,2
- Antagnac	47010	CC des Coteaux et Landes de Gascogne	9,31	222 (2020)	24
- Anzex	    47012	CC des Coteaux et Landes de Gascogne	23,24	310 (2020)	13
- Argenton	47013	CC des Coteaux et Landes de Gascogne	12,14	320 (2020)	26
- Beauziac	47026	CC des Coteaux et Landes de Gascogne	15,34	227 (2020)	15
- Bouglon	47034	CC des Coteaux et Landes de Gascogne	13,92	639 (2020)	46
- Boussès	47039	CC des Coteaux et Landes de Gascogne	47,14	36 (2020)	0,76
- Calonges	47046	CA Val de Garonne Agglomération	15,99	595 (2020)	37
- Caubeyres	47058	CC des Coteaux et Landes de Gascogne	14,39	262 (2020)	18
- Durance	47085	CC des Coteaux et Landes de Gascogne	38,60	297 (2020)	7,7
- Fargues-sur-Ourbise	47093	CC des Coteaux et Landes de Gascogne	44,16	344 (2020)	7,8
- Grézet-Cavagnan	47114	CC des Coteaux et Landes de Gascogne	12,55	398 (2020)	32
- Guérin	47115	CC des Coteaux et Landes de Gascogne	10,43	251 (2020)	24
- Houeillès	47119	CC des Coteaux et Landes de Gascogne	67,63	550 (2020)	8,1
- Labastide-Castel-Amouroux	47121	CC des Coteaux et Landes de Gascogne	11,95	307 (2020)	26
- Lagruère	47130	CA Val de Garonne Agglomération	9,86	326 (2020)	33
- Leyritz-Moncassin	47148	CC des Coteaux et Landes de Gascogne	20,24	203 (2020)	10
- Le Mas-d'Agenais	47159	CA Val de Garonne Agglomération	21,18	1 482 (2020)	70
- Pindères	47205	CC des Coteaux et Landes de Gascogne	40,76	197 (2020)	4,8
- Pompogne	47208	CC des Coteaux et Landes de Gascogne	35,96	198 (2020)	5,5
- Poussignac	47212	CC des Coteaux et Landes de Gascogne	13,02	288 (2020)	22
- La Réunion	47222	CC des Coteaux et Landes de Gascogne	28,06	497 (2020)	18
- Romestaing	47224	CC des Coteaux et Landes de Gascogne	15,46	159 (2020)	10
- Ruffiac   	47227	CC des Coteaux et Landes de Gascogne	12,84	180 (2020)	14
- Saint-Martin-Curton	47254	CC des Coteaux et Landes de Gascogne	41,48	306 (2020)	7,4
- Sainte-Gemme-Martaillac	47244	CC des Coteaux et Landes de Gascogne	14,00	387 (2020)	28
- Sainte-Marthe	47253	CC des Coteaux et Landes de Gascogne	9,65	657 (2020)	68
- Sauméjan	47286	CC des Coteaux et Landes de Gascogne	19,50	100 (2020)	5,1
- Sénestis	47298	CA Val de Garonne Agglomération	11,31	209 (2020)	18
- Villefranche-du-Queyran	47320	CC des Coteaux et Landes de Gascogne	16,55	397 (2020)	24
- Villeton	47325	CA Val de Garonne Agglomération	10,24	458 (2020)	45